# John William Ballantyne
John William Ballantyne, född 1861 och död 1923, var en skotsk läkare.
Ballantyne är känd för sina forskningar inom den fetala patologin och missbildningsläran, teratologin. Ballantyne har bland annat utgett den stora handboken Manual of antenatal pathology and hygiene (2 band, 1902), ett på sitt område klassiskt och grundläggande arbete.